# Zhou Haiyan
Zhou Haiyan, née le 3 janvier 1990, est une athlète chinoise spécialiste des courses de demi-fond. Elle remporte la médaille d'or du 800 mètres et du 1 500 mètres aux championnats d'Asie en 2009.

## Biographie

### Palmarès
| Date | Compétition         | Lieu   | Résultat | Épreuve |
| ---- | ------------------- | ------ | -------- | ------- |
| 2009 | Championnats d'Asie | Canton | 1re      | 800 m   |
| 2009 | Championnats d'Asie | Canton | 1re      | 1 500 m |